# Nazionale Emilia FBC
Nazionale Emilia FBC – włoski klub piłkarski, mający swoją siedzibę w mieście Bolonia, na północy kraju.

## Historia
Chronologia nazw:
- 191?: Nazionale Emilia Foot-Ball Club
- 1922: klub rozwiązano - po fuzji z Virtus Gruppo Sportivo Bolognese

Klub piłkarski Nazionale Emilia Foot-Ball Club został założony w Bolonii po zakończeniu I wojny światowej. W sezonie 1919/20 startował w Prima Categoria, gdzie zajął 5.miejsce w Sezione emiliana-romagnola. Po zakończeniu sezonu 1920/21, w którym również był na piątej pozycji w grupie B Sezione emiliana-romagnola, spadł do Promozione. W 1921 powstał drugi związek piłkarski C.C.I., w związku z czym mistrzostwa prowadzone osobno dla dwóch federacji. W sezonie 1921/22 występował w Promozione Emilia-Romagna (pod patronatem F.I.G.C.) W 1922 został wchłonięty przez klub Virtus Gruppo Sportivo Bolognese, po czym został rozwiązany.

## Sukcesy

### Trofea międzynarodowe
Nie uczestniczył w rozgrywkach europejskich (stan na 31-05-2017).

### Trofea krajowe
| \| \| Zdobyte trofea w rozgrywkach Włoch (stan na: 31-05-2017) \| |                                                          |      |                                                                          |
| Rozgrywki                                                         | Osiągnięcie                                              | Razy | Sezon(y)                                                                 |
| · Mistrzostwo                                                     | I miejsce                                                | 0    |                                                                          |
| · Mistrzostwo                                                     | II miejsce                                               | 0    |                                                                          |
| · Mistrzostwo                                                     | III miejsce                                              | 0    |                                                                          |
| · Mistrzostwo                                                     | 5.miejsce                                                | 2    | 1919/20 (grupa emiliana-romagnola), 1920/21 (grupa B emiliana-romagnola) |
| · Puchar                                                          | zdobywca                                                 | 0    |                                                                          |
| · Puchar                                                          | finalista                                                | 0    |                                                                          |
| II liga                                                           | I miejsce                                                | 0    |                                                                          |
| II liga                                                           | II miejsce                                               | 0    |                                                                          |
| II liga                                                           | III miejsce                                              | 0    |                                                                          |
| Włochy                                                            | Zdobyte trofea w rozgrywkach Włoch (stan na: 31-05-2017) |      |                                                                          |

## Stadion
Klub rozgrywa swoje mecze domowe na boisku Campo della Cesoia w Bolonii.